# Lorentzsluizen

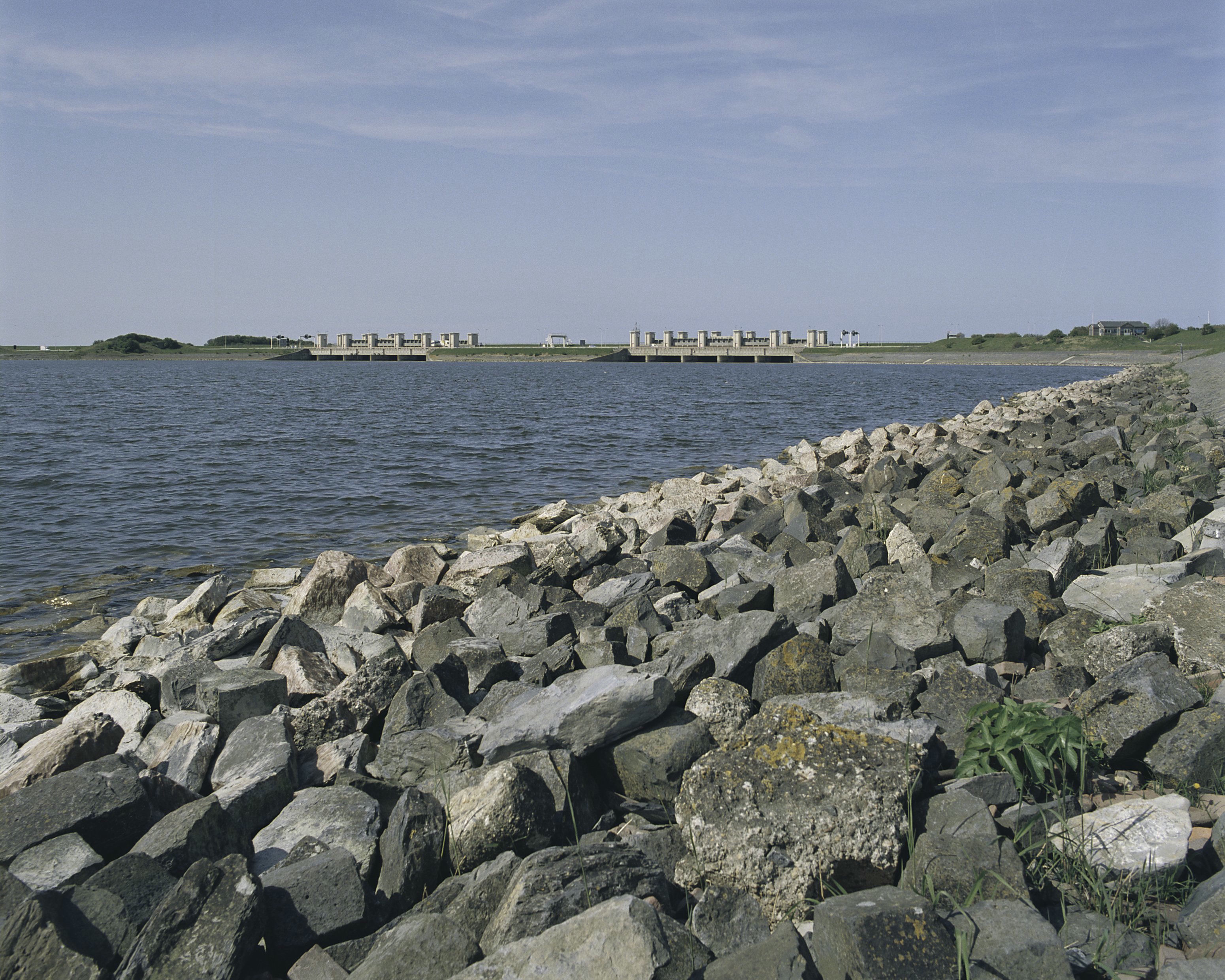
Die beiden Sielanlagen, Seeseite

Die Lorentzsluizen bei Kornwerderzand in der niederländischen Provinz Friesland sind das kleinere der beiden Tidesperrwerke im Abschlussdeich des IJsselmeeres. Es besteht aus zwei gleichartigen Sielanlagen und dem Durchlass für die Schifffahrt. Es wurde 1928 bis 1932 errichtet und nach dem Nobelpreisträger Hendrik Antoon Lorentz benannt, der die Auswirkungen der Eindeichung berechnete.

## Sielanlagen

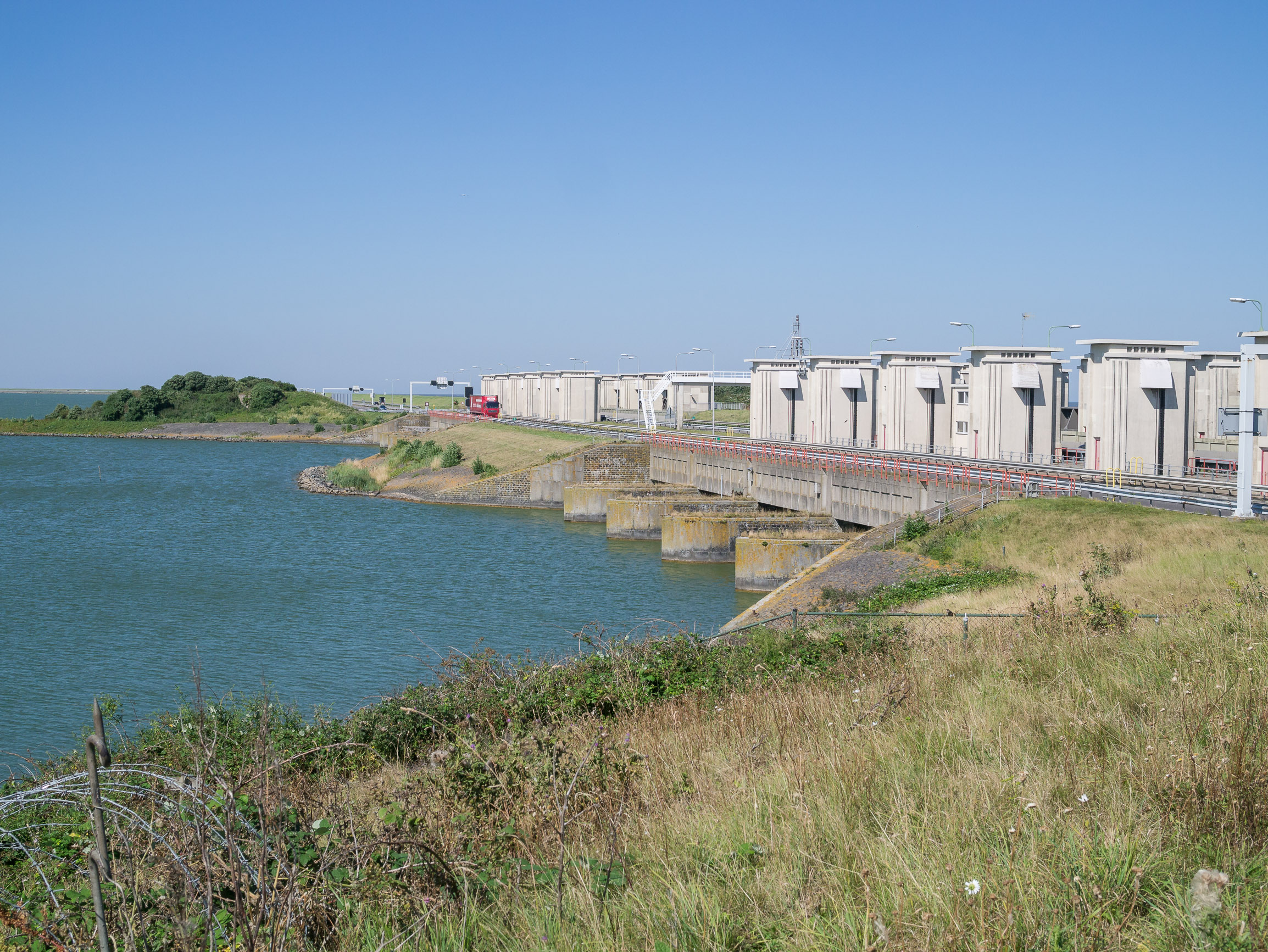
Die beiden Sielanlagen, Binnenseite

Jede der beiden Sielanlagen besteht aus jeweils fünf 12 m breiten Sielen. Jedes Siel (ndl.: spuisluis) hat zwei Hubtore. Das südliche ist das eigentliche Sieltor, das regelmäßig bei Ebbe geöffnet und bei Flut geschlossen wird. Die nördlichen Hubtore werden nur bei Sturmflut geschlossen.

## Schleusen

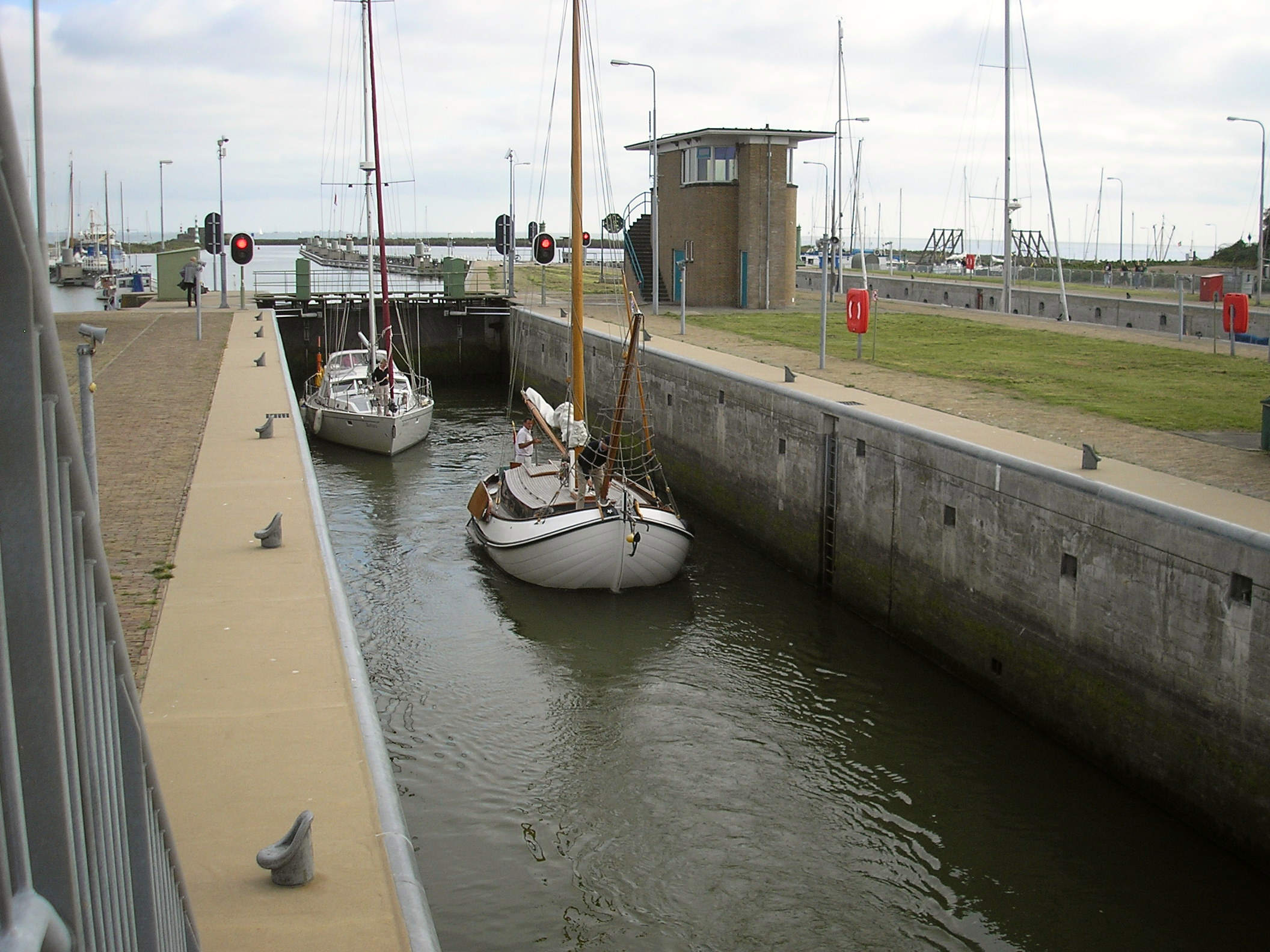
Kleine Schleuse, rechts große Schleuse, Blick zum IJsselmeer

Der Durchlass für die Schifffahrt besteht aus 
- dem tidefreien Binnenhafen auf der Ijsselmeerseite,
- zwei Kammerschleusen:
  - große Schleuse für die Berufsschifffahrt: 137 m lang, 14 m breit und mindestens 3,50 m tief, zulässige Tauchtiefe bis 3,20 m
  - kleine Schleuse für Freizeitschiffer: 67 m lang, und 9 m breit, Tiefen wie bei der großen Schleuse
- dem tideabhängigen, aber noch südlich des Deichs gelegenen Vorhafen
- der 15,75 m breiten Durchfahrt durch den Deich mit zwei Drehbrücken
- dem nur durch seitliche Molen geschützten Buitenhaven (Außenhafen)

Die drei Hafenbecken im Verlauf des Durchlasses dienen nur als Wartebereiche.

## Zukunft
Mit dem Project Afsluitdijk wird der komplette Damm für die Jahre bis 2050 gegen die erwarteten Hochwasserereignisse ertüchtigt. Im Rahmen dieser Arbeiten erfolgt in Kornwerderzand der Bau eines Sturmflutsperrwerks, das im Normalfall geöffnet bleibt. Ergänzend wird eine dritte größere Schifffahrtsschleuse mit 25 Meter Breite und 150 Meter Länge errichtet, damit größere Neubauten der Werften im IJsselmeer passieren können. Zu diesem Zweck soll auch die Fahrrinne ins IJsselmeer vertieft werden. Auch die Sielkonstruktionen werden verstärkt und die Verschlüsse in den Durchlässen erneuert. 